# Музей російських забобонів

Статуетка Коров'ячої смерті із зібрання музею

Музей російських забобонів, розташований в Калінінградській області Російської Федерації присвячений російському фольклору: духам слов'ян, персонажів казок та різних народних повір'їв.
Засновник і зберігач відкритого в 2002 році музею — самодіяльний художник, різьбяр по дереву Михайло Семенов. Саме він створив експонати музею: дерев'яні фігури Баби-Яги, Потвори, Лісовика і багатьох інших — усього в музеї близько 80 експонатів.
Музей спочатку був розташований в одному з наймальовничіших куточків Калінінградській області — на Куршській косі, в районі селища Лісне. Стилізований під російську старовину будинок, в якому розміщувався музей, знаходиться в безпосередній близькості від Музею природи Куршської коси.
У 2008 році колекція музею російських забобонів була перевезена на виставку в Калінінградський історико-художній музей.
З червня 2008 року колекція музею знаходилася в селищі Янтарний, в музеї Бурштиновий Замок.
У жовтні 2012 року Музей Російських Забобонів повернувся на Куршськую косу і в даний час знаходиться на 14-му кілометрі шосе Зеленоградськ-Клайпеда на території візит-центру Музейний комплекс.